# Décès en juin 2003
Décès
- 1999
- 2000
- 2001
- 2002
- 2003
- 2004
- 2005
- 2006
- 2007

Pour une information complémentaire, voir la page d'aide.

| Date     | Nom                | Activités | Âge      | Source |
| -------- | ------------------ | --- | -------- | ------ |
| 1er juin | Johnny Paul Koroma | militaire et homme politique de Sierra Leone                                                                    | 43       |        |
| 2 juin   | Dick Cusack (en)   | acteur et scénariste américain                                                                                  | 77       |        |
| 2 juin   | Eric Merriman      | scénariste et acteur anglais                                                                                    | 78       | (en)   |
| 3 juin   | Fabrice Salanson   | coureur cycliste français                                                                                       | 23       |        |
| 4 juin   | Michel Peyrelon    | comédien français                                                                                               | 66       |        |
| 5 juin   | Manuel Rosenthal   | compositeur et chef d'orchestre français                                                                        | 98       |        |
| 7 juin   | Trevor Goddard     | Acteur britannico-américain.                                                                                    | 40       |        |
| 7 juin   | Tony McAuley (en)  | musicien et réalisateur britannique                                                                             | 63       |        |
| 9 juin   | Kató Lomb          | traductrice hongroise                                                                                           | 94       |        |
| 10 juin  | Tahar Gharsa       | musicien et chanteur tunisien                                                                                   | 70       |        |
| 11 juin  | Jean Narquin       | homme politique français                                                                                        | 81       |        |
| 11 juin  | Luigi Castiglioni  | peintre et affichiste italien                                                                                   | 66       |        |
| 12 juin  | Gregory Peck       | acteur américain                                                                                                | 87       |        |
| 13 juin  | Guy Lux            | producteur, animateur de jeux et de divertissements télévisés français                                          | 83       |        |
| 13 juin  | Silvio Pedroni     | coureur cycliste italien                                                                                        | 85       |        |
| 15 juin  | Hume Cronyn        | acteur et scénariste canadien                                                                                   | 91       |        |
| 15 juin  | Momo Wandel Soumah | chanteur, compositeur et saxophoniste guinéen                                                                   | 76 ou 77 | (en)   |
| 15 juin  | Philip Stone       | acteur britannique                                                                                              | 79       |        |
| 16 juin  | Enrico Baj         | peintre italien                                                                                                 | 78       |        |
| 16 juin  | Pierre Bourgault   | journaliste, homme politique, professeur d'université, essayiste, éditorialiste et animateur de radio québécois | 69       |        |
| 18 juin  | Larry Doby         | joueur américain de baseball                                                                                    | 79       |        |
| 21 juin  | George Axelrod     | dramaturge, scénariste, producteur, réalisateur et acteur américain                                             | 81       |        |
| 21 juin  | Jorge Pinchevsky   | violoniste argentin                                                                                             | 59       | (en)   |
| 24 juin  | André Salvador     | chanteur, guitariste, auteur-compositeur, comédien et champion de tir à l'arc français                          | 89       |        |
| 26 juin  | Marc-Vivien Foé    | Footballeur international camerounais.                                                                          | 28       | (en)   |
| 28 juin  | Mohamed El Badji   | auteur-compositeur-interprète de chaâbi algérien                                                                | 70       |        |
| 29 juin  | Katharine Hepburn  | comédienne américaine                                                                                           | 96       |        |
| 30 juin  | Buddy Hackett      | acteur et humoriste américain                                                                                   | 78       |        |